# アマビコ

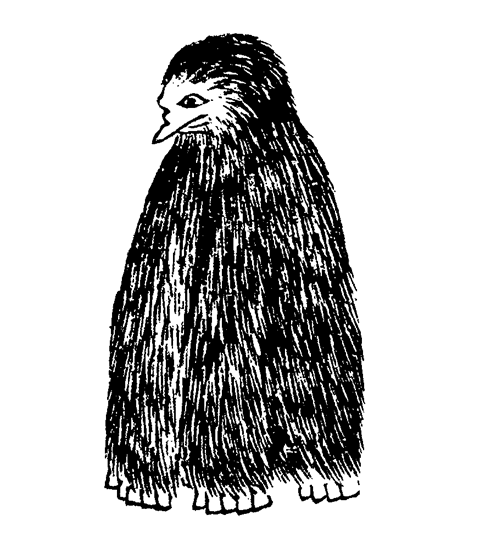
江戸時代に描かれたアマビコの絵の一例。

アマビコ（海彦、天彦、天日子、尼彦、あま彦、雨彦）、または天彦入道・尼彦入道（あまびこにゅうどう）は、肥後国熊本ほか各地に伝わる妖怪。海中などから出現をして吉凶にまつわる予言めいたことを言い残したとされる。

## 概要
アマビコは、江戸時代後期から明治中期にかけての資料や新聞記事などで確認されている妖怪で、絵と文がいっしょに書かれた形式で人々の間に広まった噂話・風説として記録されたり、根拠不明あるいは時代遅れの迷信として報道されている。その内容の多くは、異様な生物（3本足など）のような絵と、絵に示された存在が人間の言葉で「自分の名前」や「人間の大多数が死に絶えること」あるいは「豊作や疫病が発生すること」そして「自分の姿をかきしるした者は難をのがれることが出来ること」を告げて去ったということを記載している。
主に海に出現したとされ、アマビエを含め夜、光っていたという例もいくつかみえる外見は、たいがいが体毛におおわれた（顔が無毛、坊主頭の例あり）三本足か四足動物のようで、容貌は猿似か等とされる。また、猿の声を発して人を呼ぶとも言われる。
アマビコ（アマビエ含む）の現存する文献資料は10点以上が知られており、肉筆画（画と書写）、摺物（木版画）、そして明治の新聞記事（当時出回った摺物を扱う）に分かれている。

## 名称
名称は海彦、尼彦、天彦と、「アマ」の部分に異なる漢字が当てられるが、出現場所がほぼ海に関係することから、本来は「海」の字が正しいのではないか、との考察がある。
名称については漢字表記も一定ではなく、「アマビコ」と称されてるものがどのような存在であるかを詳述した当時の資料も不足しているため明確にわかっていない。アマビエやアリエなど内容がほとんど一致するが名称が若干異なっている例も確認されるが、名称の多くは「アマビコ」（あるいは「アマビコ入道」）で共通していること、語られている内容や形式がほとんど一致しており、（同一の情報を元としたもの）であると考えられる。アマビエは単なる誤記という湯本説があり、アリエもその派生でないかとの考察がされている。
単に「光物」「光り物」と称す例もある（越後国福島潟）。

## 現存史料
原典史料は、画と文とがいっしょに肉筆で書かれているもの、木版印刷されたかたち（摺物）で残されていることがほとんどである。瓦版として販売されたものがもとになっていると考えられる。その他、新聞報道（文や図が記載されたものもあり）が史料として確認される。
書写年代を特定できる古例として『青窓紀聞』や『長崎怪異書翰之写』（物集高見 『広文庫』引用）などに書かれている天保14-15年（1843年-1844年）にかけてのあま彦の書写例があり、これらにはアマビコの共通点はほぼすべてが含まれている。天保15年（1844）に書写された同様の例には、『雑書留』（福井県越前市武生公会堂記念館・寄託）に描かれたあま彦が2020年に確認された。
以上の他、長野栄俊が2005年論文で発表した史料9例があり、そこでは天保15年（1844年）付で越後国（現・新潟県）に出たと語られる「海彦」の肉筆画一葉（『越前国主記』の写本、坪川本に綴じた一枚）を最古例、アマビエの摺物の弘化3年（1846年）がそれに次ぐとしている。
近代例では、例えば明治15年（1882年）、半紙に刷られたアマビコの摺物が本所（東京都）地域に出回ったと報道される（『郵便報知新聞』、7月10日）。このたぐいの摺物（"三本足の猿の像やまたハ老人の面(かお)に鳥の足の付いたえたいの分らぬ絵"）は、"コレラ病除けの守り"とうたって販売されるも、かえって予防の妨げになるとして発売禁止をうけている（『読売新聞』8月31日）。これに該当すると思われる、三本足の猿をあしらった「尼彦」の摺物の一例が、国立歴史民俗博物館に所蔵される。

## 内容

### 予言獣
数年間（6年間）の豊年がつづくこと、しかしその後に疫病などで大多数の人が死に失せることを告げる予言獣である。
そしてその難を逃れる除災手段として、その姿の絵を「写せ」と教示する。

### 出現場所・発見者
海や海に関する場所での出現ほぼすべてだが、例外として越後の田んぼに現れた天日子尊（）が挙げられる。
海の多くは肥後国（現・熊本県）の海であったとされるが、それにつづく郡名（真字郡、真寺郡、青沼郡（）など）は実在しない。
また、柴田(芝田)云々という武士が探索してアマビコ発見者となる記述が多い
また、隣国の日向国（宮崎県）には尼彦入道（）が出現、「西海の沖」のみの記述も一例ある。日向国イリノ浜も、架空の郡名であり領国内の具体的にどこの海域か特定できない。
天日子尊（『東京日々新聞』、明治8年/1875年）は、越後国の湯沢近辺の田んぼから現われたと語られており、七年間の凶作を予言した。

## 描写

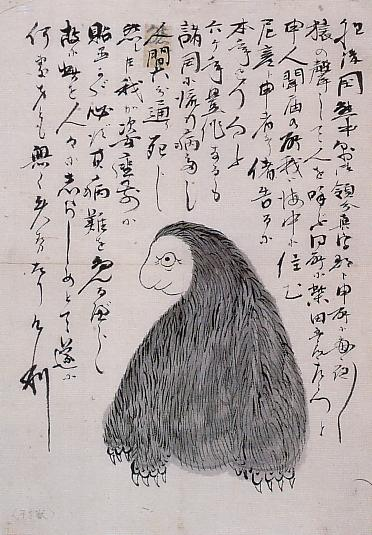
尼彦の肉筆画（湯本豪一所蔵。明治時代以降のものと考えられている）
熊本県の海に現われ、豊作と疫病の流行を告げ、自分の姿を家の中に貼っておけば病難をまぬがれるとも語ったという文が一緒に書かれている。

原文には、夜光性質、猿似の声質などについて書かれるが（光とともに、猿のような鳴き声が聴こえた、等）、外見については乏しく、毛の生えようなど画の細かいところは、その形態を新聞記事や研究者が解説している。
主として3本足・か四足動物のように描かれているが、足の本数以外にも、体毛の有無の点でばらつきがある。
「海彦」をはじめ幾つかのアマビコ図像で猿との近似性がみられ、そういった猿似系とされるグループがある一方、鳥類・魚類系とされるのがアマビエ（嘴、鱗、ヒレ）や「尼彦入道（摺物）」（鳥類の九本足、羽毛か鱗、翼か手）である。

## 具体例

### 海彦
(胴体の無い、三本足の猿似のアマビコ）
海彦（）の絵図は、形態が猿に似ていると評され、"頭部からいきなり長い三本足が生えたよう"に描かれている。体じゅうも顔も短い毛におおわれるが、坊主頭と観察される。添え文よれば越後国の浦の辺りに現れた海彦は、日本の人口の七割の死滅（ただし、その姿を模した絵を見れば回避）を予言した。
「海彦」の表記の史料は一点のみで、半紙を半分に裁断したほどの大きさの紙に肉筆で画が書かれている。1844年（天保15年）とあり、現存最古史料である。
いっぽう、その出現については「海中から出て来た」としか描写されておらず、光を海中から発したことについて捜査に出向く武士の存在や、豊作についての予言は話のなかに含まれておらず、書写系統は異なるものではないかと考えられる。

### 猿似で猿声
猿の声で人を呼ぶという描写が2例に見られる。
猿似と解説される尼彦が（肥後）が湯本豪一蔵の予言獣画に見られる。1871年（明治4年）以降の作の画だが、「柴田彦左衛門」なる人物が、猿の声を聴いて探索すると尼彦に遭遇したという文が添えられている。

## 類獣・比較論
各「予言獣」の比較論もみられる。
湯本豪一は『明治妖怪新聞』（1999年）にて、明治時代の新聞報道に採り上げられ「予言を告げた」とされる妖怪（アマビコ）の描かれた摺物についての話題を、登場する妖怪の名称や内容の共通性から、それまで「予言をした妖怪」として知られていたアマビエはアマビコの類型のひとつ、名称の誤記例だったのではないかと指摘しており、以降アマビコについての各種資料は一定のまとまりを持って考察されるようになった。
また、アリエやアマビエの類例である山童はアマビコと"直接的な接点を持つ"と湯本は指摘する。
近年においては（コロナ禍以前でも）アマビエのほうがアマビコより一般知名度があり、湯本豪一による言及以前にはアマビコについての資料の紹介はほとんどされておらず、アマビエのみが知られていた。
「海で光を発する」などの特徴は、同様の伝播形式や予言要素をもつ他の妖怪（海出人など）の文中にもほぼ同様のものを見ることも出来る点から、名称や絵姿が異なる妖怪との比較も行われている。猿のようなかたちでありながら海中に住んでいる妖怪であるという不自然さは、魚や竜蛇のすがたで描写される神社姫・姫魚などの要素を引いたものである可能性があるとも指摘されている。